# Japanische Badmintonmeisterschaft 1979
Die Japanische Badmintonmeisterschaft 1979 war die 33. Austragung der nationalen Titelkämpfe im Badminton in Japan. Die Meisterschaft wurde vom 29. November bis zum 2. Dezember 1979 in Tokio ausgetragen.

## Medaillengewinner
| Disziplin    | Gold                           | Silber                        | Bronze                            |
| ------------ | ------------------------------ | ----------------------------- | --------------------------------- |
| Herreneinzel | Kinji Zeniya                   | Masao Tsuchida                | Hiroyuki Hasegawa                 |
| Herreneinzel | Kinji Zeniya                   | Masao Tsuchida                | Toshihiro Tsuji                   |
| Dameneinzel  | Yoshiko Yonekura               | Hiroe Yuki                    | Atsuko Tokuda                     |
| Dameneinzel  | Yoshiko Yonekura               | Hiroe Yuki                    | Saori Kondo                       |
| Herrendoppel | Nobutaka Ikeda Mikio Ozaki     | Masao Tsuchida Yoshitaka Iino | Hiroyuki Hasegawa Toshihiro Tsuji |
| Herrendoppel | Nobutaka Ikeda Mikio Ozaki     | Masao Tsuchida Yoshitaka Iino | Mitsuo Tadokoro Kazuhiro Ohba     |
| Damendoppel  | Atsuko Tokuda Yoshiko Yonekura | Saori Kondo Mikiko Takada     | Kazuko Sekine Sonoe Ohtsuka       |
| Damendoppel  | Atsuko Tokuda Yoshiko Yonekura | Saori Kondo Mikiko Takada     | Sachiko Akimoto Mitsuyo Tani      |
| Mixed        | Shoichi Toganoo Etsuko Toganoo | Kazuhiro Ohba Yuko Iino       | Motoo Nakai Yoko Chiba            |
| Mixed        | Shoichi Toganoo Etsuko Toganoo | Kazuhiro Ohba Yuko Iino       | L. Seki Hitomi Ishida             |